# 船橋市飛ノ台史跡公園博物館
船橋市飛ノ台史跡公園博物館（ふなばしし とびのだい しせきこうえんはくぶつかん）は、千葉県船橋市海神4丁目27番2号に所在する歴史博物館。船橋市指定史跡の飛ノ台貝塚や、船橋市内の遺跡について展示解説を行う。愛称は「とびはく」。

## 概要

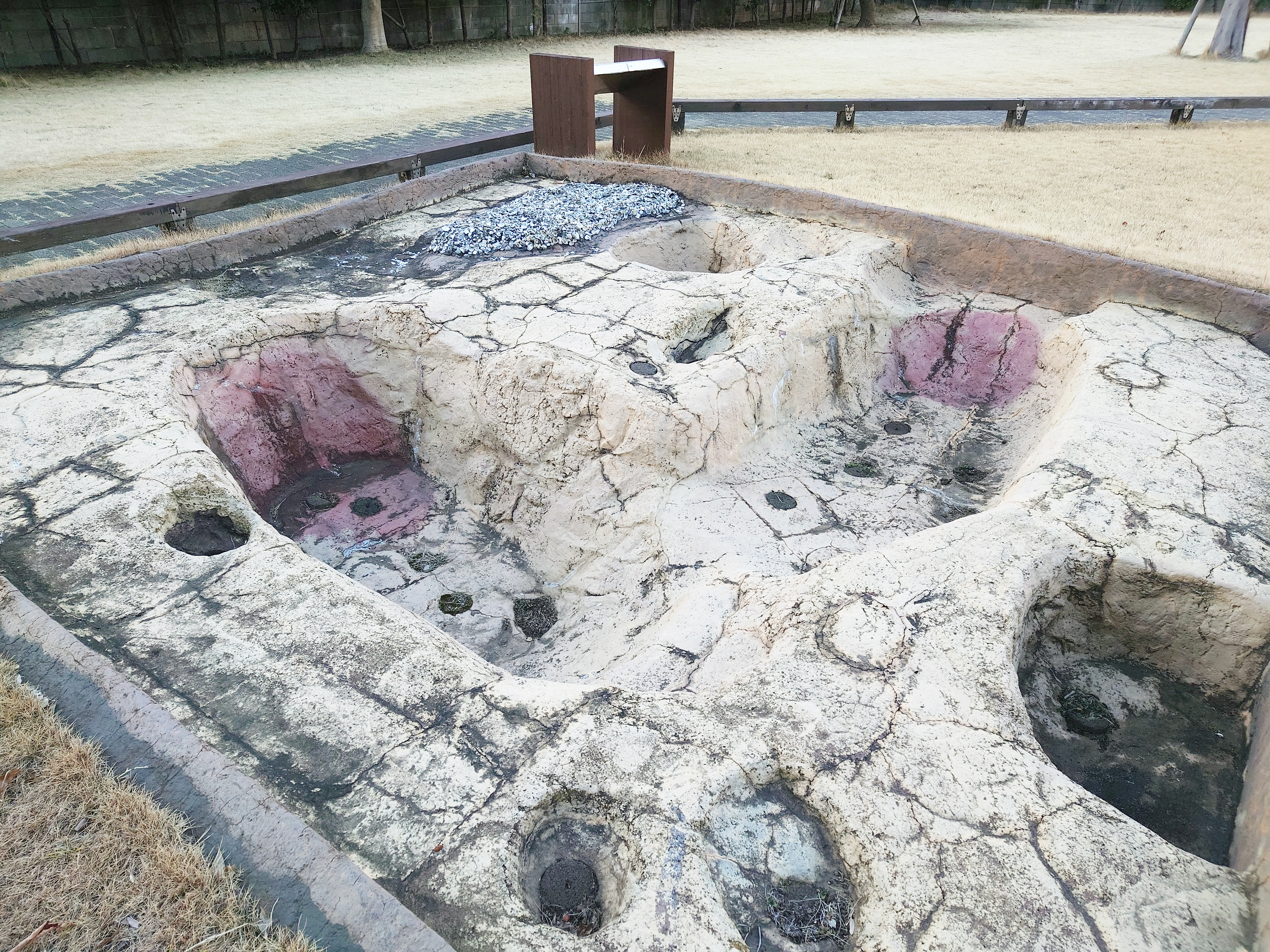
飛ノ台史跡公園に復元された縄文時代早期の炉穴遺構。

飛ノ台貝塚は、当博物館の所在地である船橋市海神4丁目ほかに広がる縄文時代早期（約11000年前〜7000年前）の集落を中心とする複合遺跡である。海浜地帯に面した台地上という、当時の生活環境として好立地の場所であるため、旧石器時代から人類の活動痕跡が見られ、縄文時代の早い時期に定住集落が造営された。縄文時代以降も古墳時代に集落が形成されている。
1938年（昭和13年）の発掘調査で、調理施設の1種と見られる「炉穴」と呼ばれる縄文時代早期に特徴的な遺構が、日本の近代考古学史上初めて検出された遺跡としても知られる。
隣接する船橋市立海神中学校校舎建設などに伴い複数回の発掘調査が行われており、2025年（令和7年）現在までに縄文時代に関しては竪穴建物25棟、炉穴約400基、貝塚約40か所が検出されている。1997年（平成9年）5月16日に市の史跡に指定され「飛ノ台史跡公園」として整備された。
博物館は鉄筋コンクリート4階建てで、海神中学校と建物を一部共有する。飛ノ台貝塚と、船浜市内の遺跡や考古資料を紹介するため、市立博物館の1つとして2000年（平成12年）11月に開館。1階はエントランスおよびギャラリー。2階と3階が出土した考古資料（遺構や遺物）の展示室となっている。4階は研究室と遺物の収蔵庫である。
屋外の飛ノ台史跡公園では炉穴や竪穴建物、貝塚などの遺構検出状況がジオラマ復元され展示されている。
公共交通機関では、東武野田線（東武アーバンパークライン）新船橋駅から徒歩8分。東葉高速鉄道の東海神駅から徒歩12分、京成本線の海神駅から徒歩15分で到達可能。